# 在日アフガニスタン人
在日アフガニスタン人（ざいにちアフガニスタンじん、パシュトー語: افغانان په جاپان کې、ダリー語: افغان ها در ژاپن）は、日本に一定期間在住するアフガニスタン国籍の人々である。また、日本に帰化や亡命した人、およびその子孫のことをアフガニスタン系日本人と呼ぶ。

## 概要
2023年6月末時点で日本に長期滞在している民間のアフガニスタン人は5,618人であり、在留資格別では家族滞在が2,572人と最も多く、次いで技術・人文知識・国際業務の1,299人、特定活動426人、経営・管理391人、定住者326人、永住者268人、留学200人と続く。難民認定手続き中は12人となっている。男女別では男性が3,632人、女性が1,986人となっており、年齢別では年少者の割合が他の在日外国人に比べると比較的多い。都道府県別では千葉県が2,327人と2番目の茨城県の543人を引き離して圧倒して多くなっている。次いで愛知県315人・埼玉県224人・福岡県209人・東京都197人・栃木県175人の順に多くなっている。

## 歴史

### 冷戦時代
冷戦時代に来日したアフガニスタン人としては、レシャード・カレッドや虎山ニルファが挙げられる。レシャード・カレッドは京都大学医学部を卒業後、戦乱により帰国できずに医師として日本に留まった。一方、虎山ニルファは日本に亡命していた官僚の父を頼って1990年に来日した。

### 2000年代
2001年9月11日にアメリカ同時多発テロ事件が発生した。アフガン難民は世界各地に保護を求め、2001年の申請者数は5万人を超え、日本に対しても78人が難民申請を行った。日本はアフガニスタンに対して巨額の資金援助は行ったがアフガン難民の受け入れには消極的で、1999年からの3年間で132人のアフガン難民が難民申請を行ったにもかかわらず、難民認定したのは9人だけだった。在留特別許可ですら厳しく、1999年からの3年間で17人しか受ける事が出来なかった。アフガン難民の中にはアリ・ジャンやアブドル・バセルのように難民不認定処分の取消しを求めて訴訟を行う者も居たが、なかなか上手く行かなかった。2002年1月から始まった第154回国会では「在日アフガニスタン人の人権擁護等に関する請願」が提出された。同年8月、在留特別許可で日本に滞在していたアフガン難民のユノス・タヒリが妻子の空爆死を知って自殺した。その後も日本はアフガン難民の受け入れには消極的で、人道的配慮により2003年に2人、2004年と2005年に4人ずつ、2006年に1人、2007年と2009人に３人ずつの在留を認めただけだった。しかし日本にはアフガニスタン人が居ない訳ではなく、2006年時点で646人の在日アフガニスタン人が居り、居住地のトップ5は千葉県156人・愛知県103人・東京都78人・北海道34人・茨城県と埼玉県32人だった。

### 2010年代
2010年になってもアフガニスタンの政情不安は続き、アフガニスタンは世界最大の難民発生国のままだった。2010年時点の在日アフガニスタン人は1148人であり、居住地のトップ5は千葉県381人・東京都138人・愛知県126人・茨城県71人・埼玉県47人だった。2011年からは「未来への架け橋・中核人材育成プロジェクト」が始まり、2015年の留学生は245人だと言う。一方、犯罪者も居り、2010年の警察白書には日本・ブラジル・スリランカ窃盗団から自動車を買い受けてナイジェリアに転売するアフガニスタン人グループが紹介されている。
その後2017年末時点での在日アフガニスタン人は2,978人で、トップ5は千葉県1093人・愛知県249人・茨城県219人・東京都134人・福岡県130人の順だった。
なお千葉県の四街道市内の2020年の外国人登録者数2622人のうち、アフガニスタン人は711人で市内第1位だった。さらに隣接する佐倉市でも2020年の外国人登録者数3766人のうち、アフガニスタン人は533人を数え第3位となっている。両市を合わせると約1300人弱のアフガニスタン人がこの地域に集住している。つまり、およそ在日アフガニスタン人の3人に1人が四街道市、佐倉市周辺に住んでいることになる。これは、四街道市や佐倉市周辺に多い自動車・産業廃棄物の解体業やその輸出業に従事しているアフガニスタン人が多いためであり、特にハザラ人が中心となっている。四街道市のホームページでは全国でも珍しいアフガニスタンの公用語であるペルシャ語版（ダリー語）が提供されている。